# الگوی پلنگی

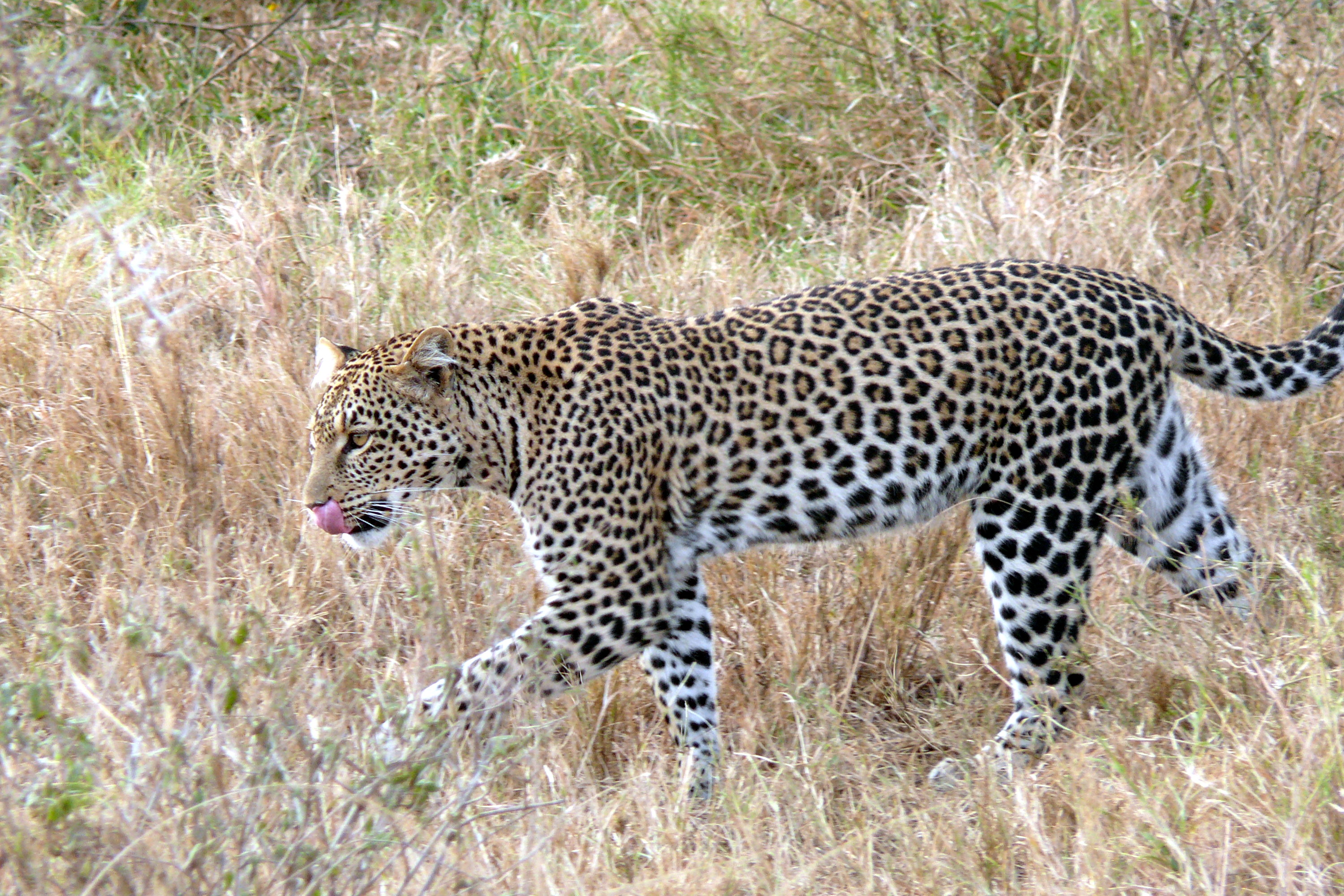
پلنگ، حیوانی با الگوی پوست پلنگی کلاسیک

الگوی پلنگی یک الگوی رنگی خالدار است که به ویژه در مو یا پوست حیوانات ظاهر می‌شود و همچنین می‌تواند نقش‌های لکه‌دار در گیاهان و یک الگوی متمایز را که روی خز و سایر پارچه‌ها ظاهر می‌شود، توصیف کند.

## الگوی پلنگ در حیوانات
در دنیای حیوانات، الگوی پلنگ به کت خالدار سیاه و طلایی پلنگ اشاره دارد. اما برای توصیف بسیاری از ترکیبات رنگی که منجر به پراکنده شدن لکه‌هایی به‌طور تصادفی در پوست یا کت موی حیوانات دیگر می‌شود، استفاده می‌شود. نمونه‌هایی از حیوانات با طرح‌های رنگ‌آمیزی که پلنگ نامیده می‌شوند شامل بسیاری از گربه‌های بزرگ در سردهٔ Panthera، قورباغه پلنگی، الگوی لکه‌بینی «پلنگ» در نژاد اسب‌های آپالوسا و کنابسترپر، فوک پلنگ، حشراتی مانند پروانه پلنگ غول‌پیکر و ماهی می‌شود. گونه‌هایی مانند پلنگ دارتر، کوسه پلنگی و مارماهی پلنگی، نمونه‌هایی از گیاهانی که از این اصطلاح استفاده می‌کنند عبارتند از: نیلوفر پلنگ و گل پلنگ. حیوانات دیگر با الگوهای پلنگ عبارتند از: گربه پلنگ، پلنگ برفی، پلنگ ابری، مارمولک پلنگ و لاک پشت پلنگ در میان برخی دیگر.
ژن Lp (کمپلکس پلنگ) مسئول الگوی رنگ پلنگ در اسب‌ها است، که نه تنها رنگ پوشش خالدار ایجاد می‌کند، بلکه باعث لک شدن پوست، صلبیه سفید در اطراف چشم و سم‌های راه راه می‌شود. اسب‌های دارای ژن Lp ممکن است در سرتاسر لکه‌ها دیده شوند یا دارای غلظت‌هایی از لکه‌ها در الگوهای مختلف باشند.
برخی از نژادهای حیوانی دیگر مانند سگ‌ها، مانند سگ‌های دالماسی، پلنگ کاتاهولا و سگ‌های پلنگ آمریکایی نیز الگوهای رنگ پلنگی مشابهی دارد.